# Giro di Romandia 1980
Il Giro di Romandia 1980, trentaquattresima edizione della corsa, si svolse dal 6 maggio all'11 marzo su un percorso di 836 km ripartiti in 5 tappe (la quarta suddivisa in due semitappe) e un cronoprologo, con partenza a Meyrin e arrivo a Friburgo. Fu vinto dal francese Bernard Hinault della Renault-Gitane davanti agli italiani Silvano Contini e Giuseppe Saronni.

## Tappe
| Tappa  | Data      | Percorso                              | km  | Vincitore di tappa | Leader cl. generale |
| ------ | --------- | ------------------------------------- | --- | ------------------ | ------------------- |
| Prol.  | 6 maggio  | Meyrin > Meyrin (cron. individuale)   | 3   | Giuseppe Saronni   | Giuseppe Saronni    |
| 1ª     | 7 maggio  | Ginevra > Delémont                    | 228 | Wladimiro Panizza  | Giuseppe Saronni    |
| 2ª     | 8 maggio  | Delémont > Losanna                    | 178 | Theo de Rooy       | Giuseppe Saronni    |
| 3ª     | 9 maggio  | Losanna > Alpe des Chaux              | 133 | Silvano Contini    | Bernard Hinault     |
| 4ª-1ª  | 10 maggio | Monthey > Monthey                     | 118 | Ronny Claes        | Bernard Hinault     |
| 4ª-2ª  | 10 maggio | Monthey > Monthey (cron. individuale) | 23  | Knut Knudsen       | Bernard Hinault     |
| 5ª     | 11 marzo  | Monthey > Friburgo                    | 153 | Joop Zoetemelk     | Bernard Hinault     |
| Totale | Totale    | Totale                                | 836 |                    |                     |

## Dettagli delle tappe

### Prologo
- 6 maggio: Meyrin > Meyrin (cron. individuale) – 3 km

| Pos. | Corridore        | Squadra    | Tempo |
| ---- | ---------------- | ---------- | ----- |
| 1    | Giuseppe Saronni | Gis Gelati | 4'13" |
| 2    | Knut Knudsen     | Bianchi    | a 2"  |
| 3    | Bernard Hinault  | Renault    | s.t.  |

| Pos. | Corridore        | Squadra    | Tempo |
| ---- | ---------------- | ---------- | ----- |
| 1    | Giuseppe Saronni | Gis Gelati | 4'13" |
| 2    | Knut Knudsen     | Bianchi    | a 2"  |
| 3    | Bernard Hinault  | Renault    | s.t.  |

### 1ª tappa
- 7 maggio: Ginevra > Delémont – 228 km

| Pos. | Corridore         | Squadra    | Tempo    |
| ---- | ----------------- | ---------- | -------- |
| 1    | Wladimiro Panizza | Gis Gelati | 5h59'49" |
| 2    | Alessandro Pozzi  | Bianchi    | a 1"     |
| 3    | Giuseppe Saronni  | Gis Gelati | a 8"     |

| Pos. | Corridore        | Squadra    | Tempo    |
| ---- | ---------------- | ---------- | -------- |
| 1    | Giuseppe Saronni | Gis Gelati | 6h04'05" |
| 2    | Bernard Hinault  | Renault    | a 7"     |
| 3    | Knut Knudsen     | Bianchi    | a 9"     |

### 2ª tappa
- 8 maggio: Delémont > Losanna – 178 km

| Pos. | Corridore      | Squadra     | Tempo    |
| ---- | -------------- | ----------- | -------- |
| 1    | Theo de Rooy   | Ijsboerke   | 4h43'55" |
| 2    | Serge Demierre | Cilo-Aufina | a 2"     |
| 3    | Yvon Bertin    | Renault     | s.t.     |

| Pos. | Corridore        | Squadra    | Tempo     |
| ---- | ---------------- | ---------- | --------- |
| 1    | Giuseppe Saronni | Gis Gelati | 10h48'00" |
| 2    | Bernard Hinault  | Renault    | a 8"      |
| 3    | Knut Knudsen     | Bianchi    | a 11"     |

### 3ª tappa
- 9 maggio: Losanna > Alpe des Chaux – 133 km

| Pos. | Corridore           | Squadra    | Tempo    |
| ---- | ------------------- | ---------- | -------- |
| 1    | Silvano Contini     | Bianchi    | 3h46'01" |
| 2    | Bernard Hinault     | Renault    | s.t.     |
| 3    | Johan van der Velde | TI-Raleigh | a 29"    |

| Pos. | Corridore           | Squadra    | Tempo     |
| ---- | ------------------- | ---------- | --------- |
| 1    | Bernard Hinault     | Renault    | 14h34'04" |
| 2    | Silvano Contini     | Bianchi    | s.t.      |
| 3    | Johan van der Velde | TI-Raleigh | a 40"     |

### 4ª tappa - 1ª semitappa
- 10 maggio: Monthey > Monthey – 118 km

| Pos. | Corridore       | Squadra   | Tempo    |
| ---- | --------------- | --------- | -------- |
| 1    | Ronny Claes     | Ijsboerke | 2h54'45" |
| 2    | Jos Schipper    | Marc      | a 1'09"  |
| 3    | Bernard Hinault | Renault   | s.t.     |

| Pos. | Corridore           | Squadra    | Tempo     |
| ---- | ------------------- | ---------- | --------- |
| 1    | Bernard Hinault     | Renault    | 17h29'57" |
| 2    | Silvano Contini     | Bianchi    | a 30"     |
| 3    | Johan van der Velde | TI-Raleigh | a 41"     |

### 4ª tappa - 2ª semitappa
- 10 maggio: Monthey > Monthey (cron. individuale) – 23 km

| Pos. | Corridore       | Squadra   | Tempo  |
| ---- | --------------- | --------- | ------ |
| 1    | Knut Knudsen    | Bianchi   | 31'52" |
| 2    | Bernard Hinault | Renault   | a 4"   |
| 3    | Daniel Willems  | Ijsboerke | a 9"   |

| Pos. | Corridore        | Squadra    | Tempo     |
| ---- | ---------------- | ---------- | --------- |
| 1    | Bernard Hinault  | Renault    | 18h01'50" |
| 2    | Silvano Contini  | Bianchi    | a 54"     |
| 3    | Giuseppe Saronni | Gis Gelati | a 2'08"   |

### 5ª tappa
- 11 marzo: Monthey > Friburgo – 153 km

| Pos. | Corridore        | Squadra    | Tempo    |
| ---- | ---------------- | ---------- | -------- |
| 1    | Joop Zoetemelk   | TI-Raleigh | 4h24'57" |
| 2    | Giuseppe Saronni | Gis Gelati | a 23"    |
| 3    | Christian Seznec | Miko       | s.t.     |

| Pos. | Corridore        | Squadra    | Tempo     |
| ---- | ---------------- | ---------- | --------- |
| 1    | Bernard Hinault  | Renault    | 22h27'37" |
| 2    | Silvano Contini  | Bianchi    | s.t.      |
| 3    | Giuseppe Saronni | Gis Gelati | s.t.      |

## Classifiche finali

### Classifica generale
| Pos. | Corridore           | Squadra                    | Tempo     |
| ---- | ------------------- | -------------------------- | --------- |
| 1    | Bernard Hinault     | Renault-Gitane             | 22h27'37" |
| 2    | Silvano Contini     | Bianchi-Piaggio            | s.t.      |
| 3    | Giuseppe Saronni    | Gis Gelati                 | s.t.      |
| 4    | Johan van der Velde | Ti-Raleigh-Creda           | s.t.      |
| 5    | Joop Zoetemelk      | Ti-Raleigh-Creda           | s.t.      |
| 6    | Knut Knudsen        | Bianchi-Piaggio            | s.t.      |
| 7    | Raymond Martin      | Miko-Mercier-Vivagel-Volvo | s.t.      |
| 8    | Robert Millar       | Peugeot-Esso-Michelin      | s.t.      |
| 9    | Daniel Willems      | Ijsboerke-Warncke Eis      | s.t.      |
| 10   | Sven-Åke Nilsson    | Miko-Mercier-Vivagel-Volvo | s.t.      |